# گری‌هاوک (میزوری)
گری‌هاوک (به انگلیسی: Grayhawk) یک منطقهٔ مسکونی در ایالات متحده آمریکا است که در شهرستان استی جنویو، میزوری واقع شده‌است. گری‌هاوک ۵۲۵ نفر جمعیت دارد و ۲۱۰٫۹۲ متر بالاتر از سطح دریا واقع شده‌است.